# Équipe du Brésil de football à la Copa América 1997
L'équipe du Brésil de football participe à sa 28e Copa América lors de l'édition 1997 qui se tient en Bolivie du 11 juin 1997 au 29 juin 1997. Elle se rend à la compétition en tant que finaliste de la Copa América 1995.
Les Brésiliens passent la phase de poule en terminant premiers du groupe C puis ils atteignent la finale après avoir battus le Paraguay et le Pérou en quart de finale et demi-finale. Avant finale, les joueurs se présentent avec un bilan de 5 victoires en 5 matchs puis ils gagnent contre les Boliviens sur un score de 3-1. Il s'agit de la 5e Copa América que les Brésiliens remportent.
À titre individuel, l'attaquant Ronaldo inscrit 5 buts et termine 2e meilleur buteur de l'épreuve derrière le mexicain Luis Hernández (6 buts).

## Résultat

### Premier tour
| Classement final |            |     |   |   |   |   |    |    |      |
|                  | Équipe     | Pts | J | G | N | P | BP | BC | Diff |
| 1                | Brésil     | 9   | 3 | 3 | 0 | 0 | 10 | 2  | +8   |
| 2                | Mexique    | 4   | 3 | 1 | 1 | 1 | 5  | 5  | 0    |
| 3                | Colombie   | 3   | 3 | 1 | 0 | 2 | 5  | 5  | 0    |
| 4                | Costa Rica | 1   | 3 | 0 | 1 | 2 | 2  | 10 | -8   |

| 13 juin | Brésil   | 5 | 0 | Costa Rica |
| 13 juin | Mexique  | 2 | 1 | Colombie   |
| 16 juin | Brésil   | 3 | 2 | Mexique    |
| 16 juin | Colombie | 4 | 1 | Costa Rica |
| 19 juin | Brésil   | 2 | 0 | Colombie   |
| 19 juin | Mexique  | 1 | 1 | Costa Rica |

| 13 juin 1997 | Brésil                                                              | 5 – 0   | Costa Rica | Estadio Ramón Aguilera (Santa Cruz)                |                                                    |
|              | Djalminha 20e · González 34e (csc) · Ronaldo 47e, 54e · Romário 60e | (2 - 0) |            | Spectateurs : 35 000 Arbitrage : Epifanio González | Spectateurs : 35 000 Arbitrage : Epifanio González |

| 16 juin 1997 | Brésil                                                              | 3 – 2   | Mexique            | Estadio Ramón Aguilera (Santa Cruz)         |                                             |
|              | Aldair 47e · Romero 59e (csc) · Leonardo 77e · Flávio Conceição 87e | (0 - 2) | Hernández 13e, 31e | Spectateurs : 35 000 Arbitrage : José Arana | Spectateurs : 35 000 Arbitrage : José Arana |

| 19 juin 1997 | Brésil                  | 2 – 0   | Colombie | Estadio Ramón Aguilera (Santa Cruz)                |                                                    |
|              | Dunga 11e · Edmundo 67e | (1 - 0) |          | Spectateurs : 35 000 Arbitrage : Epifanio González | Spectateurs : 35 000 Arbitrage : Epifanio González |

### Quart de finale
| 22 juin 1997 | Brésil          | 2 – 0 | Paraguay | Estadio Ramón Aguilera (Santa Cruz)              |                                                  |
| | Ronaldo 9e, 34e | (2 - 0) |          | Spectateurs : 30 000 Arbitrage : Rafael Sanabria | Spectateurs : 30 000 Arbitrage : Rafael Sanabria |
| Taffarel - Zé María, Aldair, Gonçalves, Roberto Carlos - Dunga, Flávio Conceição, Denílson, Leonardo - Ronaldo, Romário | Équipes         | Chilavert - Arce, Gamarra, Espínola ( 36e Jara), Sanabria - Alcaraz, Gómez, Acuña, Villamayor ( 57e Ovelar) - Soto ( 42e Cardozo), A. Rojas |          | Spectateurs : 30 000 Arbitrage : Rafael Sanabria | Spectateurs : 30 000 Arbitrage : Rafael Sanabria |

### Demi-finale
| 26 juin 1997 | Brésil                                                                                     | 7 – 0 | Pérou | Estadio Ramón Aguilera (Santa Cruz)              |                                                  |
| | Denílson 1re · Flávio Conceição 28e · Romário 36e, 49e · Leonardo 45e, 55e · Djalminha 77e | (4 - 0) |       | Spectateurs : 20 000 Arbitrage : Rodrigo Badilla | Spectateurs : 20 000 Arbitrage : Rodrigo Badilla |
| Taffarel - Cafu, Aldair, Gonçalves, Roberto Carlos - Dunga ( 58e Mauro Silva), Flávio Conceição, Denílson, Leonardo ( 62e Djalminha) - Ronaldo ( 58e Edmundo), Romário ( 64e) | Équipes                                                                                    | Miranda - Reyna ( 57e Prado), Dulanto, Rebosio, Torres - Hidalgo, Muñoz, Magallanes, Palacios ( 57e Sáenz) - Cominges, Carazas ( 57e Palomino) |       | Spectateurs : 20 000 Arbitrage : Rodrigo Badilla | Spectateurs : 20 000 Arbitrage : Rodrigo Badilla |

### Finale
| 29 juin 1997 | Brésil                                     | 3 – 1 | Bolivie        | Estadio Hernando Siles (La Paz)               |                                               |
| | Edmundo 40e · Ronaldo 79e · Zé Roberto 90e | (1 - 1) | E. Sánchez 45e | Spectateurs : 46 000 Arbitrage : Jorge Nieves | Spectateurs : 46 000 Arbitrage : Jorge Nieves |
| Taffarel - Cafu, Aldair, Gonçalves, Roberto Carlos - Dunga, Flávio Conceição ( 62e Zé Roberto), Denílson, Leonardo ( 79e Mauro Silva) - Ronaldo, Edmundo ( 67e Paulo Nunes) · Entraîneur : Mário Zagallo | Équipes                                    | Trucco - O. Sánchez, Sandy, J. Peña, S. Castillo - Cristaldo, V. Soria, Baldivieso, E. Sánchez - Moreno ( 74e Coimbra), Etcheverry · Entraîneur : Antonio López Habas |                | Spectateurs : 46 000 Arbitrage : Jorge Nieves | Spectateurs : 46 000 Arbitrage : Jorge Nieves |